# Ylivuomakkajärvi
Ylivuomakkajärvi är en sjö i Gällivare kommun i Lappland och ingår i Kalixälvens huvudavrinningsområde. Sjön har en area på 0,053 kvadratkilometer och ligger 590 meter över havet. Ylivuomakkajärvi ligger i Kaitum fjällurskog Natura 2000-område.

## Delavrinningsområde
Ylivuomakkajärvi ingår i det delavrinningsområde (751684-167123) som SMHI kallar för Ovan 751488-167477. Medelhöjden är 657 meter över havet och ytan är 11,17 kvadratkilometer. Det finns inga avrinningsområden uppströms utan avrinningsområdet är högsta punkten. Siergajohka som avvattnar avrinningsområdet har biflödesordning 4, vilket innebär att vattnet flödar genom totalt 4 vattendrag innan det når havet efter 344 kilometer. Avrinningsområdet består mestadels av skog (34 procent), sankmarker (26 procent) och kalfjäll (39 procent). Avrinningsområdet har 0,05 kvadratkilometer vattenytor vilket ger det en sjöprocent på 0,5 procent.